# 酒瓶椰子
酒瓶椰子（学名：Hyophorbe lagenicaulis）为棕櫚科酒瓶椰屬下的一个种，原是毛里求斯龍德島獨有種，當地原本的族群所餘無幾，卻被栽種於其他熱帶和亞熱帶地區的公園裏。酒瓶椰子可以热带城市的绿地中看到。

## 扩展阅读
- 維基物種上的相關：酒瓶椰子